# Von Wafer
Vakeaton Quamar Wafer, dit Von Wafer (né le 21 juillet 1985 à Homer, Louisiane) est un joueur de basket-ball professionnel américain évoluant au poste d'arrière.
Il est drafté par les Lakers de Los Angeles en 2005. Après de brèves apparitions aux Lakers, aux Clippers de Los Angeles, aux Nuggets de Denver, puis aux Trail Blazers de Portland, il signe aux Rockets de Houston à l'été 2008. Là, il profite des blessures récurrentes de Tracy McGrady pour faire apprécier ses qualités offensives.

## Carrière de joueur de basket-ball

### Draft et débuts à Los Angeles
Von Wafer se déclare candidat à la draft 2006 de la NBA après sa deuxième année universitaire avec FSU, alors qu'un grand nombre d'experts ne le voient pas recruté. Wafer n'est pas invité au camp d'entraînement annuel d'avant draft à Chicago. Pendant un entraînement avec les Suns de Phoenix, il est frustré par le comportement de Jan Jagla et répond en le frappant. Il est exclu de l'entraînement avec les Suns. Grâce au recruteur Irving Thomas, qui l'a vu jouer à trois reprises lors de la saison 2004-2005, il peut participer à une séance avec les Lakers de Los Angeles. Le directeur de la franchise Mitch Kupchak voit un potentiel dans le jeune Wafer et utiliser son deuxième choix de draft pour le sélectionner.
Wafer n'est pas retenu par les Lakers et placé sur la liste des joueurs libres le 26 octobre 2006. Il joue ensuite en NBA Development League pour les Colorado 14ers pendant la saison 2006-2007, et est nommé joueur du mois de janvier 2007. Il signe un contrat de dix jours avec les Clippers de Los Angeles le 21 février 2007. Il joue une minute sans inscrire de points avant d'être libéré la semaine suivante. Le 12 avril 2007, les Nuggets de Denver le recrute pour la fin de la saison.

### Transferts et régulière progression
Le 21 février 2008, les Nuggets de Denver le transfèrent aux Trail Blazers de Portland en échange de Taurean Green. Wafer change son numéro du 22 au 24 car le numéro 22 est retiré par les Blazers en hommage Clyde Drexler.
Wafer change de nouveau de franchise la saison suivant et signe avec les Rockets de Houston. Le 13 janvier 2009, il bat son record de points en carrière avec 23 points à 10 sur 14 aux tirs en 39 minutes contre les Lakers de Los Angeles, la franchise qui l'a fait entrer dans la NBA. Wafer trouve sa place dans le cinq majeur de Houston à la suite de la blessure du titulaire Tracy McGrady. Il continue sa bonne série en inscrivant 21 points contre le Jazz de l'Utah et un tir à trois points décisif contre les Celtics de Boston. Il marque 14,3 points par match en moyenne lors de ce mois de janvier 2009.

### Passage en Europe
Wafer rejoint le club grec d'Olympiakós en août 2009 en signant un contrat de deux ans pour 10 millions de dollars. Avec des statistiques de 3 points par match et 1,3 rebond en championnat grec, il est viré par Olympiakós en décembre 2009. En Euroligue, ses performances sont meilleures avec 7,7 points, 1,3 rebond et 1 passe décisive en moyenne par rencontre.

### Retour en NBA
Le 24 février 2010, Wafer signe un contrat de 10 jours avec les Mavericks de Dallas. Il n'est même pas dans la rotation de l'effectif et quitte la franchise à la fin du contrat sans avoir joué une minute pour le club.
Le 3 juillet 2010, il est recruté comme agent libre par les Celtics de Boston. Le 29 octobre 2010, Wafer est impliqué dans une altercation avec son coéquipier Delonte West à l'entraînement.
Il rejoint le Magic d'Orlando le 12 décembre 2011 .